# Yatamoco
Yatamoco (auch: Yata Mokho oder Achamoco) ist eine Ortschaft im Departamento Cochabamba im südamerikanischen Andenstaat Bolivien. 

## Lage im Nahraum
Yatamoco ist der sechstgrößte Ort des Municipio Capinota in der Provinz Capinota. Die Ortschaft liegt auf einer Höhe von 2468 m am südlichen Ufer des Río Arque, kurz bevor dieser sich mit dem Río Rocha zum Río Caine vereinigt, der weiter flussabwärts den Namen Río Grande trägt.

## Geographie
Yatamoco liegt in der bolivianischen Cordillera Central im Übergangsbereich zum bolivianischen Tiefland. Die Region weist ein typisches Tageszeitenklima auf, bei dem die mittleren Temperaturschwankungen im Tagesverlauf deutlicher ausfallen als im Jahresverlauf.
Die mittlere Durchschnittstemperatur der Region liegt bei etwa 20 °C (siehe Klimadiagramm Capinota) und schwankt nur unwesentlich zwischen 16 °C im Juni und Juli und gut 22 °C im November und Dezember. Der Jahresniederschlag beträgt etwa 550 mm und weist eine ausgeprägte Trockenzeit von April bis November mit Monatsniederschlägen von unter 10 mm auf, nur in der Feuchtezeit von Dezember bis März fallen bis zu 140 mm Monatsniederschlag.

## Verkehrsnetz
Yatamoco liegt 69 Straßenkilometer südlich von Cochabamba, der Hauptstadt des Departamentos.
Von Cochabamba aus führt in westlicher Richtung die asphaltierte Nationalstraße Ruta 4 über die Stadt Quillacollo nach Parotani und weiter nach Caracollo, wo sie auf die Ruta 1 stößt, die den Altiplano von Norden nach Süden durchquert und Verbindungen nach La Paz, Oruro und Potosí herstellt. In Parotani zweigt eine Landstraße in südlicher Richtung ab, die nach 29 Kilometern Capinota durchquert. An einer Kreuzung zwei Kilometer südwestlich von Capinota biegt eine Landstraße nach Südosten ab, die den Río Arque überquert und nach Yatamoco führt.

## Bevölkerung
Die Einwohnerzahl von Yatamoco ist in dem Jahrzehnt zwischen den beiden letzten Volkszählungen nur wenig angestiegen:
| Jahr | Einwohner         | Quelle       |
| ---- | ----------------- | ------------ |
| 1992 | keine Detaildaten | Volkszählung |
| 2001 | 769               | Volkszählung |
| 2012 | 811               | Volkszählung |
| 2024 |                   | Volkszählung |

Die Einwohner der Region Capinota gehören in erster Linie der ethnischen Gruppe der Quechua an.

## Landwirtschaft
Durch das Fehlen von Frost sind die Anbaubedingungen in und um Capinota das ganze Jahr über günstig. Anbaupflanzen sind vor allem Kartoffeln, Karotten, Rüben, Zwiebeln, Mais und Alfalfa. Daneben gibt es Weingärten und Obstgärten mit Pfirsich- und Apfelbäumen.
Die Felder haben eine durchschnittliche Größe von nur 0,35 ha, die Feldgröße schwankt von 600 bis 6000 m². Das Land ist Privatbesitz oder auf Erntebeteiligung gepachtet. Anbau und Ernte geschehen in erster Linie in Handarbeit oder mit Zugochsen, Traktoren sind selten.

## Lameo
Genauso wie in einigen anderen Tälern des Departamentos Cochabamba, betreiben die Bauern von Capinota die indigene Lameo-Technik des Bodenschutzes (auch: may’kas), um auf ihren Feldern fruchtbaren Boden zu erhalten und zu verbessern. Sie nutzen dabei die mineralischen und organischen Sedimente des Río Arque, die durch die wiederkehrenden Regengüsse im oberen Teil des Flusses ausgeschwemmt werden. Durch das Anlegen von Dämmen wird dazu im Talkessel von Capinota der Fluss auf die Felder in der Flussaue umgeleitet.
Um den Flusslauf zu verlegen, werden in diesen Dämmen sogenannte bocatomas angelegt, Öffnungen und Einlässe, die alle ein bis drei Jahre nach jeder Überflutung erneuert werden müssen. Diese Öffnungen haben eine Höhe von 30 cm und das nach starken Regenfällen anschwellende Flusswasser lagert hinter den Dämmen Sedimente in einer Höhe von etwa 10 cm ab. Diese Deiche oder Dämme um die Felder herum werden vor allem im Dezember zu Beginn der Regenzeit angelegt. Zwischen den Feldern sorgen schmale Kanäle von 35 cm Tiefe und 80 cm Breite dafür, dass sich Wasser und Sedimente gleichmäßig verteilen. Am unteren Ende der Felder sorgen Furchen für einen Abfluss des überschüssigen Wassers, so dass innerhalb der Deiche das Wasser 12–15 cm hoch steht.
Die Lameo-Bewässerung und -Sedimentation bei Capinota wird von mehr als 200 Kleinbauern angewandt. Dies ermöglicht den Bauernfamilien eine intensive und marktorientierte Bewirtschaftung mit dem Anbau von Kartoffeln und Hollandtomaten. Auf Feldern, die außerhalb der Reichweite des Flusses liegen, wird Bodenverbesserung betrieben, indem Flusssedimente zusammen mit Hühnerdung unter den Ackerboden gemischt werden.
Durch geomorphologische und Sedimentations-Untersuchungen in der benachbarten Region Valle Alto konnte nachgewiesen werden, dass die Lameo-Technik in diesem Raum mindestens auf die Zeit von 1500 v. Chr. zurückgeht.